# Miedyń
Miedyń – miasto w Rosji, w obwodzie kałuskim. W 2010 roku liczyło 8300 mieszkańców.